# Fortalesa d'Akershus
La fortalesa d'Akershus (en noruec: Akershus Festning) o el castell d'Akershus (en noruec: Akershus slott) és un castell medieval que va ser construït per protegir Oslo, la capital de Noruega. També s'ha fet servir com a presó.

## Història
La construcció de la fortalesa començà a finals del segle xiii, sota el regnat del rei Haakon V de Noruega, per servir com a seu del representant del rei. La fortalesa també serví durant molt de temps com a presó.
Durant el segle xvii, la fortalesa es va transformar en un castell renaixentista envoltat de bastions, perquè pogués servir com a residència. L'església de la guarnició fou consagrada el 1742 sota el regnat de Cristià VI de Dinamarca. Fou restaurada i ampliada per Wilhelm von Hanno i Heinrich Ernst Schirmer el 1870.
Durant la Segona Guerra Mundial, l'1 de febrer de 1942, Vidkun Quisling obtingué el poder a Noruega amb el títol de ministre president del "Govern Nacional de Noruega", després d'haver suspès la monarquia. Instal·là les seves oficines al palau Reial d'Oslo i col·laborà activament amb els ocupants nazis. Quisling governà Noruega fins a la seva detenció el 9 de maig de 1945. Fou declarat culpable d'alta traïció després de la guerra, amb els altres dos líders del Nasjonal Samling: Albert Viljam Hagelin i Ragnar Skancke, i fou executat per un escamot d'afusellament el 24 de d'octubre de 1945 a la fortalesa d'Akershus.
Després de la guerra, la fortalesa es fa servir en els dies festius estatals, i especialment pel 75è aniversari del rei Haakon VII de Noruega el 1947. La restauració de l'alcassaba, iniciada abans de la guerra, va continuar després.

## La ciutadella avui
A la cripta de l'església de la fortalesa hi ha la necròpolis reial, que conté les tombes dels últims reis de Noruega.
El govern noruec utilitza les sales del castell per a fins de representació. El Ministeri de Defensa i els militars també utilitzen la fortalesa per a albergar alguns dels seus empleats.
Durant el dia, el lloc és en gran part obert al públic. A més del mausoleu reial, la fortalesa també alberga el Museu Noruec Militar i el Museu de la Resistència noruega, i l'antic emplaçament de l'execució de la presó, el Memorial als patriotes de Noruega, on quaranta persones foren cosides a trets a durant la Segona Guerra Mundial entre el 1940 i el 1945.

## Cripta reial

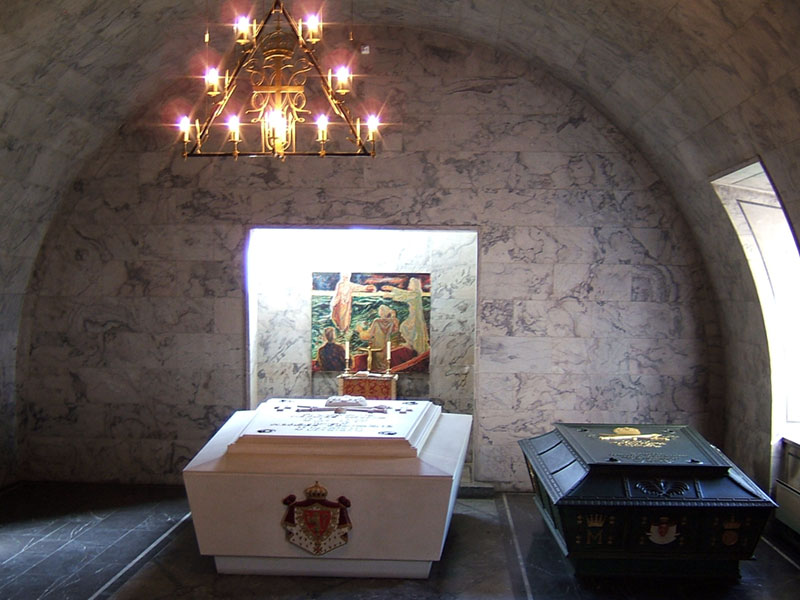
Sarcòfag blanc del rei Haakon VII i la reina Maud, sarcòfag verd per al rei Olaf i la princesa Marta

En l'ala sud de la fortalesa d'Akershus hom troba l'església del castell, que té una cripta on descansen els cossos dels governants noruecs dels temps moderns. En l'actualitat, la cripta alberga les restes de les dues primeres parelles reials des de la independència del país el 1905:
1. Maud de Gal·les, reina de Noruega (26 de novembre de 1869-20 de novembre de 1938), esposa del rei Haakon VII.
2. Marta de Suècia, la princesa de Noruega (28 de març de 1901-5 d'abril de 1954), esposa del rei Olaf V de Noruega.
3. Haakon VII de Noruega, el rei de Noruega (3 d'agost de 1872-21 de setembre de 1957), fill de Frederic VIII de Dinamarca
4. Olaf V de Noruega, el rei de Noruega (2 de juliol de 1903-17 de gener de 1991), fill d'Haakon VII de Noruega.

La cripta alberga també els ossos de Sigurd I de Noruega (1090-† 1130), i els cranis del rei Haakon V de Noruega (1270-† 1319) i la seva dona, la reina Eufemia d'Arnstein (1289-† 1312).